# 毛見虎雄
毛見 虎雄（けみ とらお、昭和6年（1931年） - 平成22年（2010年））は、日本の建築研究者。建築学者。工学者。工学教育者。元足利工業大学教授。工学博士。

## 経歴
- 1947年　戸田組（現戸田建設）に入社し、工務部現業課勤務。
- 1953年　日本大学工学部（現理工学部）建築学科卒業。
- 1957年　一級建築士取得。
- 1959年　戸田建設研究室勤務。
- 1965年　戸田建設技術研究所研究主任。
- 1967年～1988年　日本大学生産工学部非常勤講師。
- 1967年　戸田建設技術研究所研究室長。
- 1967年～1970年　日本建築学会編集委員会委員年報作成委員
- 1968年～1987年　建築業協会材料施工懇談会・情報専門委員会委員
- 1971年　戸田建設技術開発センター研究所副所長。
- 1972年　学位取得（日本大学）。
- 1975年　戸田建設技術開発センター研究所研究所長。
- 1975年～1990年　日本建築学会材料施工委員会第一分科会委員
- 1976年～1977年　建設省中央建築士審査会試験委員会委員・主査
- 1977年～1997年　日本建築学会学術委員会審査部会論文審査員
- 1978年～1982年　日本コンクリート工学協会理事（S53,54,56,57）
- 1978年～1992年　日本建築学会図書委員会委員、委員長
- 1980年～1990年　日本建築学会技士制度推進委員会委員，委員長
- 1980年　神奈川県技術アドバイザー。
- 1981年～1985年　日本建築学会関東支部評議委員（S56,57,59,60,62,63）
- 1982年～1988年　日本圧接協会理事。
- 1983年～1986年　科学技術庁技術士試験委員。
- 1986年～1992年　日本建築学会材料施工委員会委員。
- 1986年　戸田建設技術研究所副所長。
- 1986年～2000年　中央職業技能能力開発協会中央技能検定委員
- 1988年　戸田建設建築本部技師長。
- 1989年～1998年　日本建築学会評議委員（S64,H2,9,10）
- 1990年～1992年　日本建設業経営協会中技研高層RC委員会指導委員
- 1990年　技術士建設部門取得。
- 1990年　一級コンクリート圧送施工技能士。
- 1990年　足利工業大学工学部建築学科教授。
- 1990年　足利工業大学大学院専攻教授。
- 1990年～1998年　三菱建設顧問。
- 1990年～1998年　日本大学非常勤講師（建築施工）。
- 1991年～2000年　千葉工業大学非常勤講師（建築施工）。
- 1994年～1998年　セメント協会論文査読委員。
- 2001年　定年退職。
- 1985年～現在　日本建築学会技術委員会委員。
- 1991年～現在　全国解体工事業団体連合会解体工事施工技士資格審査委員。
- 1995年～現在　日本建築学会試験委員会委員長。
- 1995年～現在　日本非破壊検査協会鉄筋コンクリート特別研究委員会幹事・主査。

## 受賞
- 1975年　科学技術長官賞（新解体工法）戸田建設社長賞（解体工法）
- 1979年　セメント協会論文賞
- 1981年　日本建築学会賞（論文）
- 1998年　日本大学生産工学部長学術表彰

## 著書
- 近代日本発達史（共著）丸善　1972
- 大学課程　建築施工（共著）オーム社 1974
- 建築生産工学（共著）理工図書　1977
- コンクリートポンプ工法　彰国社 1977
- 鉄筋コンクリート造解体工法（共著）理工図書 1980
- コンクリート施工マニュアル（共著）理工学社 1982
- 生コンの運搬と打込み（共著）技術書院 1983
- 一級建築士受験 建築施工・積算　朝倉書店 1984
- コンクリート工学ハンドブック（共著）朝倉書店 1984
- コンクリート工事の施工技術（共著）日本コンクリート　工学協会　1990
- 建築施工教科書（共著）彰国社　1991
- 環境調和型建築の設計と施工（共著）技術書院　1998